# Fontenay-lès-Briis
Fontenay-lès-Briis là một xã ở tỉnh Essonne thuộc vùng Île-de-France miền bắc nước Pháp.

## History
The village of Fontenay-lès-Briis is mentioned in the charter of Clotilde, dated to 10 tháng 3 673, founding a nunnery at Bruyères-le-Châtel.
Theo điều tra dân số năm 1999, dân số xã này là 1.707 người. Ước tính dân số năm 2005 là 1.727.
Danh xưng cư dân địa phương Fontenay-lès-Briis trong tiếng Pháp là Fontenois.